# 寄氏県 (長治市屯留区)
寄氏県（きし-けん）は、中華人民共和国山西省にかつて存在した県。
現在の長治市屯留区南西部に相当する。
南北朝時代、北魏により設置され、北斉により廃止された